# Caporciano
Caporciano es un municipio de Italia situado en la provincia de L'Aquila, en los Abruzos. Cuenta con 244 habitantes (2009). Forma parte de la Comunità Montana Campo Imperatore-Piana di Navelli.

## Historia
Caporciano es una antigua localidad de origen medieval situada en una posición que domina la llanura de Navelli, a 836 metros sobre el nivel del mar. Es particularmente importante la iglesia de San Pedro (San Pietro), fundada en el siglo XIII, que contiene un altar con un cimborrio y frescos del siglo XVI.

## Monumentos

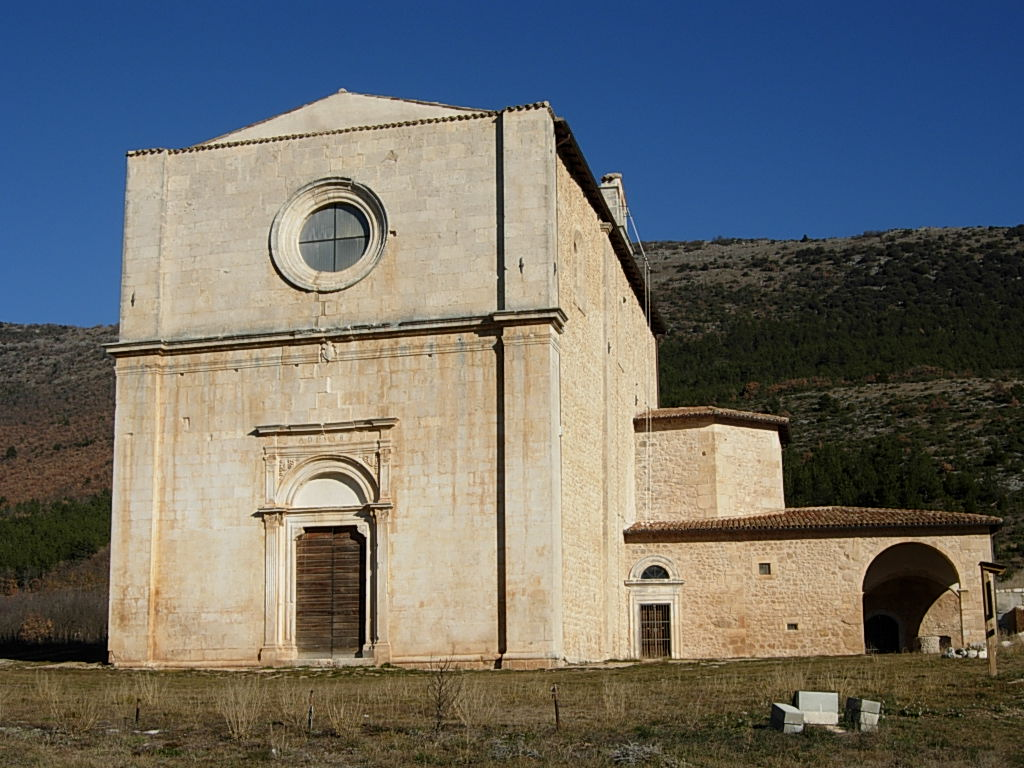
Iglesia de Santa Maria dei Cintorelli.

En el territorio de Caporciano se encuentra la iglesia de Santa Maria dei Cintorelli, templo pastoral situada en el punto de ramificación entre la cañada llamada Regio tratturo L'Aquila-Foggia y el tratturo Centurelle-Montesecco. También resulta interesante la visita a la fracción de Bominaco, dominada por los restos de un castillo que junto a dos iglesias, de San Peregrino y Santa María, formaba un monasterio, Momenaco, existente ya en el siglo X.
Iglesia de la Asunción (Santa Maria Assunta)
Fue construida entre los siglos XI y XII. La fachada presenta un portal románico, mientras que en la parte anta se abre una gran ventana con cuatro leones que sobresalen. El interior está dividido en tres naves; las columnas provienen de los edificios romanos de la antigua Peltuinum.
Oratorio de San Peregrino (San Pellegrino)
Se cree que fue construido por orden de Carlomagno, ya que en el arquitrabe del rosetón se lee una inscripción que lo menciona. Fue reconstruido en la segunda mitad del siglo XIII por el Teodino.

## Demografía
| Gráfica de evolución demográfica de Caporciano entre 1861 y 2001 |
|                                                                  |
| Fuente ISTAT - Elaboración gráfica por parte de Wikipedia.       |